# Le Coudray-Macouard
Le Coudray-Macouard – miejscowość i gmina we Francji, w regionie Kraj Loary, w departamencie Maine i Loara.
Według danych na rok 2010 gminę zamieszkiwało 906 osób, a gęstość zaludnienia wynosiła 67 osób/km².